# Топлоизолация
Топлоизолацията е елемент, най-често част от сграда, служещ за намаляване на топлинния поток (топлинните загуби). Често в топлоизолацията се включва и рефлективна преграда, намаляваща и топлинното излъчване. Освен във външното и вътрешно изолиране на сгради, топлоизолация се използва и при готварски печки, хладилници, бойлери и други устройства, където е важно да се намалят топлинните загуби, както и в много промишлени приложения (апарати, тръбопроводи и др.).
Най-често използваните в строителството топлоизолационни материали са:
- минерална вата
- полиуретанова пяна
- полистиренова пяна
- стъклена вата

Това са материали с ниски коефициенти на топлопроводност (0,02-0,05 W/(m*K)), което редуцира необходимата дебелина на изолационния слой. Изолацията с вата обикновено се използва с пароизолационен слой, тъй като топлинният градиент, създаван от самата изолация, довежда до кондензация на влага, която намалява топлоизолационните свойства. Пароизолацията винаги се поставя от топлата страна на топлоизолацията.
- Примерен температурен профил на топлоизолирана стена. Падът на температурата е най-висок в топлоизолационния слой (синьо).
- Топлинна изолация на сграда
- Изолиране на покрив (Минерална вата)
- Изолация между две стени (полиуретанова плоскост)
- Изолация на тръба